# Magazzini Bonomi
Pour les articles homonymes, voir Bonomi.
Le palais des Magazzini Bonomi est un bâtiment historique de la ville de Milan en Italie.

## Histoire
Le bâtiment est construit par l'ingénieur Angelo Bonomi. Les travaux de construction, commencés en 1902, sont achevés en 1907,. Il est remodelé entre 1952 et 1965 par l'architecte Giovanni Muzio,.

## Description
Le palais se situe corso Vittorio Emanuele II, dans le centre-ville de Milan.
La caractéristique principale du bâtiment, qui présente un style Art nouveau, est représentée par ses grandes fenêtres, la réalisation desquelles a été rendue possible grâce à l'utilisation de techniques et de materiaux modernes. Ainsi, la structure portante est en fonte, comme on peut voir des piliers présents dans la façade. Balcons à baldaquin, garde-corps et corniches complètent son apparat décoratif,.